# たっちー (ブランド)
たっちー（Touchy）は、かつて存在したアセンブラージュ株式会社のアダルトゲームブランドである。同社内の「大阪チーム」が製作を手がけていたが、2005年に同社のブラント「deeper」と統合され、「CARMINE」に名称変更した。
マスコットキャラは「たっちーちゃん」。

## 特徴
- 鬼畜系の超ハードSMモノ。鞭、蝋燭、焼印など肉体的苦痛を伴う。ただし、ハッピーエンド。
- ヒロインはすべて処女。
- ゲーム前半では、主人公は善人（または善人のフリ）であり、ヒロインと親密な関係になる。後半で本性を剥き出し、鬼畜モードに突入。
- ゲーム内の一部に、必ず「たっちーちゃん」が登場。

## 作品一覧
- 2001年2月23日 - 最後に奏でる狂想曲　※略称：最狂（さいきょう）
- 2001年9月14日 - 陵辱奇行
- 2002年4月12日 - 魔世中ハ我ノ物　※略称：魔世中（まよちゅー）
- 2002年10月11日 - 巫女は狂宴の中に　※略称：巫女中（みこちゅー）
- 2003年2月28日 - 永遠となった留守番 〜パパは帰らない〜　※略称：永留守（えいるす、ながるす）
- 2003年9月26日 - 我家に魔女がやって来た!
- 2004年7月16日 - 強奸客船 〜地獄のクルーズ〜
- 2004年11月12日 - 狂性奴 〜クルセイド〜
- 2005年4月15日 - 魔人・星四郎シリーズIII 魔世中ハ終ワラナイ

## エピソード
- 「魔世中ハ我ノ物」ではモザイクを忘れ、自主回収をした。

## リンク
- アセンブラージュ株式会社ホームページ（18禁：年齢確認あり）
- 神崎サントコ。 - 原画家・神崎直哉の公式サイト